# Ткаченко, Александр Кузьмич
Алекса́ндр Кузьми́ч Ткаче́нко (1917—1980) — командир эскадрильи 13-го отдельного разведывательного авиационного полка (13-я воздушная армия, Ленинградский фронт), капитан. Герой Советского Союза (1945).

## Биография
Родился 14 марта 1917 года в селе Яновка (ныне город Вахрушево Краснолучского горсовета Луганской области). Работал на паровозостроительном заводе. Окончил два курса Краснолучского горного техникума. 
В Красной Армии с 1937 года. В 1938 году окончил школу пилотов. Участник похода советских войск в Западную Украину 1939 года и советско-финской войны 1939—1940 годов. На фронтах Великой Отечественной войны с октября 1941 года. Воевал на Ленинградском фронте.
К октябрю 1944 года капитан Ткаченко совершил 109 боевых вылетов на дальнюю разведку до рубежей Нарва, Тарту, Таллинн и 66 на ближнюю разведку и фотографирование скоплений войск и объектов противника. По результатам дешифровки его фотоснимков установлено расположение 1275 самолётов, 700 артиллерийских позиций, 800 отдельных орудий, 800 зенитных позиций, 650 артиллерийских дзотов, 5800 пулемётных дзотов, 520 миномётных позиций, 9200 пулемётных гнёзд, 18 700 блиндажей и землянок, 60 наблюдательных и командных пунктов, 195 складов и ряда других объектов.
23 февраля 1945 года за образцовое выполнение заданий командования и проявленные при этом мужество и героизм, капитану Ткаченко Александру Кузьмичу присвоено звание Героя Советского Союза с вручением ордена Ленина и медали «Золотая Звезда».
К концу войны совершил 240 боевых вылетов. После войны продолжал службу в ВВС СССР. С 1959 года полковник Ткаченко — в запасе. Жил в Ленинграде. Умер 26 марта 1980 года. Похоронен на Северном кладбище в Ленинграде.

## Награды
- Медаль «Золотая Звезда» Героя Советского Союза;
- орден Ленина;
- два ордена Красного Знамени;
- орден Отечественной войны 1-й степени;
- три ордена Красной Звезды;
- медали.

## Мемуары
- Ткаченко А. К. Записки воздушного разведчика. — Л.: Лениздат, 1970.